# European Association for the Study of Diabetes
Die European Association for the Study of Diabetes (EASD) ist eine Fachgesellschaft von Ärzten, Wissenschaftlern, Laboranten, Krankenpflegern und Studenten, deren Ziel die Unterstützung der Forschung zur Erkrankung Diabetes mellitus, die schnelle Verbreitung der Forschungsergebnisse sowie die Förderung von deren praktischer Anwendung ist.
Die Gesellschaft, die 1965 in der italienischen Stadt Montecatini Terme gegründet wurde, hat mehr als 7.000 Mitglieder aus über 110 Ländern. Zu den Aktivitäten der EASD zählen unter anderem die Durchführung jährlicher Tagungen mit 12.000 bis 16.000 Teilnehmern, die Verleihung von wissenschaftlichen Preisen und die Herausgabe der Fachzeitschrift Diabetologia. Die Vergabe von Fördermitteln für Forschungsprojekte erfolgt über die 1999 gegründete Stiftung European Foundation for the Study of Diabetes, die seit ihrer Gründung über 70 Millionen Euro zur Verfügung gestellt hat und im Bereich der Diabetesforschung in Europa zu den wichtigsten Förderinstitutionen zählt.
Der Sitz ist Düsseldorf.